# Lee Hyeonggi
Lee Hyeonggi (Hangul: 이형기) fue un poeta surcoreano.

## Biografía
Lee Hyeonggi nació el 6 de enero de 1933 en Jinju, provincia de Gyeongsang del Sur, Corea del Sur. Fue a la Universidad Dongguk, donde se graduó en Budismo en 1956. Trabajó como periodista para United Press, Seoul Shinmun, Daehan Ilbo y como redactor jefe y escritor editorial para el periódico Kukje Shinmun. También ha sido profesor de Coreano en la Universidad Dongguk.
Falleció el 2 de febrero de 2005.

## Obra
Su carrera poética puede dividirse en tres periodos. El primero, representado por su antología poética Naturaleza aislada, refleja la madurez de pensamiento de un hombre que se ha dado cuenta de la soledad de la vida y del vacío del mundo. Los poemas de este periodo están muy influenciados por el sentimiento de futilidad de la vida. Sin embargo, sus poemas no son simples expresiones de resentimiento o ira, sino una audaz confrontación con esa futilidad. El poeta se sustrae de las consideraciones e involucraciones mundanas, purificándose de las olas pasajeras de la existencia y desvelando aspectos trascendentes en armonía con la naturaleza.
El segundo periodo de su carrera incluye sus obras de los años setenta y posteriores, en las que se aligera de las emociones transparentes y contenidas de su poesía anterior para expresar mejor su intenso esteticismo. Las características principales de este periodo son la resistencia desesperada de un hombre de cara a la muerte, la futilidad esencial de la humanidad que se ve magnificada por tal resistencia, y la dramática expresión de la vida humana a través de la influencia negativa de la vitalidad superficial.
Después de mediados de los ochenta su poesía muestra una libertad de espíritu que puede examinar de forma objetiva la futilidad de la vida. Examina de forma fría los cambios de la realidad y el horror del mundo, adoptando una compostura calma que acepta abiertamente esas observaciones.

## Obras en coreano (lista parcial)
Antología en colaboración
- Oración antes de que se ponga el sol (Hae neom-eo gagi jeon-ui gido), con los poetas Lee Sangro y Lim Gwansik.

Poemarios
- Naturaleza desolada (Jeogmaggangsan)
- La canción de la almohada de piedra (Dolbegae-ui si)
- El corazón de un globo (Pungseon simjang).

Crítica
- La lógica de la sensibilidad (Gamseong-ui nonli)
- Una reconsideración sobre la literatura coreana (Hangugmunhag-ui banseong).

## Premios
- Premio de la Asociación Coreana de Hombres de Letras en 1956
- Premio Literario del Ministerio de Cultura y Educación en 1966
- Premio de la Asociación de Poetas Coreanos en 1978
- Premio de Cultura de Busan en 1983
- Premio de Literatura Coreana en 1990